# Gonal, Gangawati
Gonal là một làng thuộc tehsil Gangawati, huyện Koppal, bang Karnataka, Ấn Độ.